# Zumbi dos Palmares
Zumbi dos Palmares (portuguès: Zumbi)  (Capitania de Pernambuco, 1655 - Quilombo de Palmares, 20 de novembre de 1695) va ser un líder guerrer famós per haver estat l'últim cap del Quilombo de Palmares, una comunitat d'ex-esclaus negres situada al nord-est del Brasil colonial.
La paraula zumbi, o zambi, deriva del mot nzumbi en llengua kimbundu i que podríem traduir com a "esperit".

## Biografia

### Orígens
El Quilombo dos Palmares, localitzat entre els actuals estats d'Alagoas i Pernambuco, era una comunitat autosuficient formada per esclaus que havien fugit de les fazendas brasileres, principalment plantacions de canya de sucre. Va ser vigent durant tot el segle xvii.
Zumbi va néixer lliure a Palmares, aproximadament el 1655, segurament dins d'una família de l'elit del quilombo al tractar-se d'un familiar del cacic. Va ser capturat per bandeirantes quan tenia aproximadament sis anys. Certes teories apunten al fet que, durant el seu captiveri, Zumbi hagués estat batejat en el catolicisme i instruït en llatí i portuguès per un clergue, però la historiografia actual no troba proves que això realment hagués succeït, sent a més molt dubtós que els seus amos li haguessin proporcionat cap instrucció.
Zumbi va escapar de l'ingeni sucrer cap al 1670 i, als seus quinze anys, va tornar al quilombo. Ja en la seva joventut, Zumbi es va tornar conegut per la seva destresa i astúcia en la lluita i aviat va destacar com a estrateg militar. El 1675, els bandeirantes van fer-se amb un mocambo (un dels llogarrets que componien el territori del Quilombo de Palmares), el qual va ser recuperat poc després per Zumbi i les seves tropes, augmentant així la seva fama de guerrer.

### Lideratge del Quilombo
El 1678, el governador de la Capitania de Pernambuco, cansat del llarg conflicte amb el Quilombo de Palmares, es va aproximar al líder de Palmares, Ganga Zumba (l'oncle de Zumbi), amb una oferta de pau. Va oferir reconèixer la llibertat de tots els quilombolas que haguessin nascut a Palmares i permetre el comerç entre la comunitat i els assentaments colonials; a canvi, el Quilombo hauria de traslladar-se a un nou emplaçament, a Cucaú; deuria admetre l'autoritat de la Corona Portuguesa; i els esclaus fugits havien de tornar a mans dels seus amos.
La proposta va ser acceptada per Ganga Zumba, mentre que el seu nebot mirava als portuguesos amb desconfiança, considerant que l'oferta dels europeus implicava perdre els seus drets i costums, a més de renunciar a la lluita per l'alliberament dels esclaus al Brasil. Zumbi va decidir incumplir les demandes del govern colonial i va desafiar el lideratge del seu oncle, prometent continuar la resistència contra l'opressió portuguesa. Ganga Zumba, ja assentat a Cucaú, va morir assassinat per un partidari del nebot l'any 1680 i Zumbi es va convertir en el nou líder del Quilombo de Palmares.

### Destrucció de Palmares i mort

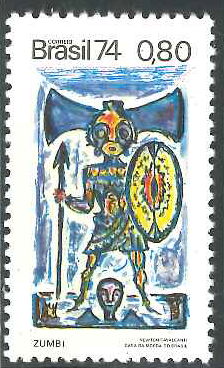
Segell commemoratiu, 1974.

Els portuguesos van intentar arribar a acords amb Zumbi durant anys, sense obtenir cap resposta del nou líder del quilombo. El nou governador de Pernambuco, Caetano de Melo e Castro, va contractar el 1693 el bandeirante paulista Domingos Jorge Velho per a organitzar un atac definitiu que els permetés envair i destruir Palmares. A finals d'aquell mateix any es va iniciar una feroç campanya militar contra els quilombolas. El 6 de febrer de 1694, la capital de Palmares, el mocambo Macaco, va ser destruït i Zumbi va escapar ferit. Aquell dia, els soldats van cercar la dona de Zumbi, anomenada Dandara, a la vora d'una pedrera. Dandara decidí suïcidar-se llençant-se al buit, rebutjant així tornar a una vida d'esclavitud.
Malgrat haver sobreviscut, va ser traït per un company, Antonio Soares, qui sota tortura va confessar la localització del seu amagatall. Zumbi va ser sorprès pel capità Furtado de Mendonça en el seu reducte i va morir en l'emboscada el 20 de novembre de 1695. El seu cap va ser tallat, salat i portat al governador Melo e Castro. Després va ser exposat en plaça pública a Recife, buscant desmentir el mite creixent sobre la immortalitat de Zumbi.

## Llegat
Zumbi és avui, per a la població brasilera, un símbol de resistència. El 1995, la data de la seva mort va ser adoptada com el Dia de la Consciència Negra en algunes parts del Brasil.
Zumbi i Dandara, a més, van entrar a formar part del Llibre dels Herois i Heroïnes de la Pàtria, un memorial situat a la Plaça dels Tres Poders de Brasília.